# NGC 5473
NGC 5473 est une galaxie lenticulaire située dans la constellation de la Grande Ourse. Sa vitesse par rapport au fond diffus cosmologique est de 2 140 ± 10 km/s, ce qui correspond à une distance de Hubble de 32,6 ± 2,2 Mpc (∼106 millions d'al). NGC 5473 a été découverte par l'astronome germano-britannique William Herschel en 1789.
NGC 5473 présente une large raie HI.
À ce jour, cinq mesures non basées sur le décalage vers le rouge (redshift) donnent une distance de 26,820 ± 8,925 Mpc (∼87,5 millions d'al), ce qui est à l'intérieur des valeurs de la distance de Hubble. Notons cependant que c'est avec la valeur moyenne des mesures indépendantes, lorsqu'elles existent, que la base de données NASA/IPAC calcule le diamètre d'une galaxie et qu'en conséquence le diamètre de NGC 5473 pourrait être d'environ 21,5 kpc (∼70 100 al) si on utilisait la distance de Hubble pour le calculer.

## Groupe de NGC 5485
Selon A. M. Garcia, NGC 5473 fait partie du groupe de NGC 5485. Ce groupe de galaxies compte au moins huit membres. Les sept autres galaxies sont NGC 5422, NGC 5443, NGC 5475, NGC 5485, NGC 5486, MCG  9-23-39 et UGC 9071.
Abraham Mahtessian mentionne également ce groupe, mais les galaxies NGC 5486, MCG 9-23-39 et UGC 9071 n'en font pas partie.